# باستیان ۲۸۵۵
سیارک ۲۸۵۵ (به انگلیسی: 2855 Bastian، نامگذاری:1931TB2) دو هزار و هشتصد و پنجاه و پنجمین سیارک کشف شده‌است که در ۱۰ اکتبر ۱۹۳۱ و در هایدلبرگ کشف شد.
قدر مطلق سیارک برابر ۱۳٫۰۰ است.